# Sbírka zákonů a mezinárodních smluv
Sbírka zákonů a mezinárodních smluv (ve zkratce Sb.) je označení českého promulgačního listu, ve kterém se vyhlašují především české právní předpisy. V letech 2000–2024 existovala samostatná Sbírka zákonů a samostatná Sbírka mezinárodních smluv (ve zkratce Sb. m. s.), které byly tištěné, od té doby jsou mezinárodní smlouvy promulgovány ve Sbírce zákonů a mezinárodních smluv. Rediguje ji Ministerstvo vnitra a vede se v elektronické podobě.

## Promulgace
Právní úpravu Sbírky zákonů a mezinárodních smluv obsahuje zákon o Sbírce zákonů a mezinárodních smluv. Podle něj se ve Sbírce uveřejňují zejména ústavní zákony, zákony, zákonná opatření Senátu, nařízení vlády a další prováděcí právní předpisy (vyhlášky). Kromě nich také např. důležité nálezy Ústavního soudu, rozhodnutí o vyhlášení voleb a sdělení o jejich výsledku a další důležitá sdělení státních orgánů. Ve Sbírce se vyhlašují i platné mezinárodní smlouvy, oznámení o jejich výpovědi a o jiných důležitých skutečnostech, stejně jako rozhodnutí přijatá mezinárodními orgány a orgány mezinárodních organizací.
Jednotlivá vydání sbírek se nazývají částky, každá částka obsahuje jeden vyhlašovaný právní akt (do roku 2024 bývalo v každé listinné částce zpravidla několik právních předpisů). Částky se číslují podle pořadí od počátku každého roku, vyhlašované právní předpisy mají tedy stejná čísla, a to každý rok postupně od čísla 1. Vychází-li však ve Sbírce tisková oprava již publikovaného předpisu, nemá tato oprava vlastní číslo, a na tuto opravu se tedy odkazuje číslem částky, ve které byla publikována (obecně vžitá zkratka pro částku je „čá“, aby tato zkratka byla odlišná od zkratky slova „číslo“ – „č.“). Celé označení právního předpisu bývá tvořeno označením druhu a číslem předpisu, lomítkem, rokem vyhlášení a zkratkou sbírky. Kromě čísla mívají právní předpisy také název a některé i zkrácený název uvedený v závorce. Pro některé účely, zejména je-li to nutné k rozlišení, se s označením druhu předpisu uvádí i orgán, který předpis vydal – například „vyhláška Federálního ministerstva vnitra č. 99/1989 Sb., o pravidlech silničního provozu“.
Platnosti právní předpisy nabývají dnem zpřístupnění částky v elektronickém systému Sbírky zákonů a mezinárodních smluv (nebo rozesláním částky v listinné podobě), účinnosti pak k nejbližšímu 1. lednu nebo 1. červenci, ledaže ji zvlášť stanoví sám právní předpis.

## Historie
Od listopadu 1918 vychází na českém území nepřetržitě pod různými názvy sbírka zákonů. V roce 1918 nový československý stát navázal na právní řád Rakouska-Uherska, takže i v Československu nadále platily mnohé právní předpisy vyhlášené v Říšském zákoníku (ř. z.). Protektorát Čechy a Morava navázal na právní řád Československa, avšak souběžně vyhlašovala právní předpisy i exilová vláda v Londýně. Obnovené Československo v roce 1945 zčásti navázalo na protektorátní právní řád, avšak rovněž plně uznalo legitimitu exilové vlády a jejích dokumentů. I při dalších společenských změnách, tedy po uchopení moci komunistickou stranou v roce 1948, federalizaci a „normalizaci“ v roce 1969, částečné demokratizaci po roce 1989 a rozdělení Československa v roce 1993 byla v zásadě kontinuita právního řádu zachována. 
V průběhu vývoje se měnily zásady, které podzákonné normy byly zveřejňovány přímo ve Sbírce zákonů (Sbírce zákonů a nařízení) a které zvlášť v Úředním listu, různých věstnících atd. Oznámení o uzavření mezinárodních smluv byla zveřejňována povětšinou ve Sbírce zákonů, od roku 2000 je vydávána samostatně Sbírka mezinárodních smluv. 

### Právní předpisy upravující zveřejňování zákonů a nařízení
- Zákon č. 1/1918 Sb. jímž se upravuje vyhlašování zákonů a nařízení (vyšel 4. 11. 1918, účinný ode dne vyhlášení)
- Vyhláška č. 4/1920 Sb., o úředních listech československého státu, účinná od 1. 1. 1920
- Zákon č. 139/1919 Sb., jímž se upravuje vyhlašování zákonů a nařízení, účinný od 19. 3. 1919, novelizace 500/1921 Sb.
- Vládní nařízení č.392/1938 Sb. o Sbírce zákonů a nařízení republiky Česko-Slovenské
- Dekret presidenta republiky č. 4/1940 úř. věst. čsl., jímž se upravuje veřejné vyhlášení nově vydávaných právní ustanovení československé vlády
- Dekret presidenta republiky č. 19/1945 Sb., o Sbírce zákonů a nařízení republiky Československé.
- Dekret presidenta republiky č. 22/1945 Sb., o vyhlášení právních předpisů, vydaných mimo území Republiky československé.
- Dekret presidenta republiky č. 66/1945 Sb., o Úředním listě republiky Československé.
- 214/1948 Sb., o sbírkách zákonů, účinnost od 24. 8. 1948
- 260/1949 Sb., o úředních listech, účinnost od 1. 1. 1950
- Zákon č. 77/1959 Sb., o Sbírce zákonů a o Úředním listě, účinný od 1. 1. 1960 (sloučení obou dílů Úředního listu)
- Zákonné opatření předsednictva Národního shromáždění č. 4/1962 Sb., o vyhlašování zákonů a jiných právních předpisů, účinnost od 1. 1. 1962 (zrušení Úředního listu)
- Zákon č. 164/1968 Sb., kterým se mění předpisy o vyhlašování zákonů a jiných právních předpisů, účinnost od 1. 1. 1969 (sbírka společná pro všechny tři republiky)
- Zákon České národní rady č. 3/1969 Sb., o vyhlašování zákonů České národní rady a jiných obecně závazných předpisů České socialistické republiky, účinnost od 8. 1. 1969
- Zákon č. 131/1989 Sb., o Sbírce zákonů, ve znění zák. č. 426/1990 Sb., účinnost od 1. 1. 1990
- Zákon České národní rady č. 172/1989 Sb., o vyhlašování obecně závazných předpisů a jiných opatření orgánů České socialistické republiky ve Sbírce zákonů, účinný od 1. 1. 1990
- Zákon České národní rady č. 545/1992 Sb., o Sbírce zákonů České republiky, účinný od 12. 12. 1992
- Zákon č. 309/1999 Sb., o Sbírce zákonů a o Sbírce mezinárodních smluv, účinný od 1. 1. 2000 (do té doby se oznámení o mezinárodních smlouvách zveřejňovala ve sbírkách zákonů)

### Některé úřední sbírky
- Ř. z. – Říšský zákoník (1848–1918)
- Sb. z. a n. – Sbírka zákonů a nařízení státu československého (od 4. 11. 1918)
- Sb. z. a n. – Sbírka zákonů a nařízení státu česko-slovenského (od 26. 11. 1938)
- Sb. z. a n. – Sbírka zákonů a nařízení republiky Česko-Slovenské (od 1. 1. 1939)
- Sb. z. a n. – Sbírka zákonů a nařízení (od 15. 3. 1939 do září 1939)
- Sb. z. a n. – Sbírka zákonů a nařízení Protektorátu Čechy a Morava (od 20. 9. 1939 do dubna 1945)
- Slovenský zákonník (1939–1945)
- Úř. věst. čsl. – Úřední věstník československý (1940–1945, Londýn)
- Sb. z. a n. – Sbírka zákonů a nařízení STÁTU ČESKOSLOVENSKÉHO (od 4. 4. 1945)
- Sb. – Sbírka zákonů a nařízení republiky Československé (11. 7. 1945 – 23. 8. 1948)
- Sb. – Sbírka zákonů republiky Československé (24. 8. 1948 – 31. 12. 1959)
- Sb. – Sbírka zákonů Republiky československé (1. 1. 1960 – 10. 7. 1960)
- Sb. – Sbírka zákonů Československé socialistické republiky (11. 7. 1960 – 31. 12. 1968)
- Sb. – Sbírka zákonů (všechny české, slovenské a československé republiky od 1. 1. 1969 do 31. 12. 1992)
- Sb. – Sbírka zákonů České republiky (od 12. 12. 1992 do 31. 12. 1999)
- Sb. – Sbírka zákonů (Česká republika od 1. 1. 2000)
- Sb. m. s. – Sbírka mezinárodních smluv (od 1. 1. 2000)

- Ú. l. – Úřední list
- Ú. v. – Úradný vestník (Slovensko, 1950–1959)
- Ú. v. ČSR – Ústřední věstník České socialistické republiky
- Ú. v. ČR – Ústřední věstník České republiky
- Z. z. – Zbierka zákonov Slovenskej republiky (od 1. 1. 1993 dosud)

## Dostupnost právních předpisů

### eSbírka a eLegislativa
Elektronický systém Sbírky zákonů a mezinárodních smluv je informačním systémem veřejné správy, jehož správcem je Ministerstvo vnitra ČR. V ostrém provozu byl spuštěn od 1. ledna 2024.
Systém je dálkově přístupný (internet) a navíc všechny obecní úřady, úřady městských obvodů a částí i krajské úřady umožňují bezplatné nahlížení do Sbírky zákonů a mezinárodních smluv v elektronické podobě. Elektronický systém eSbírka obsahuje všechny české a československé právní předpisy vydané od roku 1945 a vybrané právní předpisy od roku 1918.

### Listinná sbírka
Pokud vyhlášení v elektronickém systému brání nějaká překážka, částky Sbírky se vydávají v listinné podobě, které mají stejné účinky jako elektronické a rozesílají se ministerstvům a jiným ústředním úřadům. Posílají se také krajským úřadům, které umožňují veřejnosti do nich nahlédnout, po odpadnutí překážky se ovšem opět zpřístupňují elektronicky.
Do roku 2024 nahlížení do tištěné Sbírky zákonů a do Sbírky mezinárodních smluv, podobně jako Úředního věstníku Evropské unie, byly povinny umožnit všechny krajské úřady, obce a městské části a obvody statutárních měst, jimž byly zasílány tištěné částky. Obdobné povinnosti platily již nejméně od roku 1918, v letech 1949–1962 byly nicméně v Úředním listu Československé republiky, později v Úředním listu Československé socialistické republiky zveřejňovány i právní předpisy, jejichž právní síla odpovídala pozdějším prováděcím předpisům, které byly zveřejňovány ve Sbírce zákonů. Odkazy na tyto předpisy se provádějí zkratkou „Ú. l.“ Tyto předpisy nebyly součástí Sbírky zákonů a jejich znění tak bylo až do zavedení elektronického systému eSbírka obtížněji dostupné. Ministerstvo vnitra sice na svých stránkách zveřejňovalo stejnopisy Sbírky mezinárodních smluv a Sbírky zákonů vydané po 4. květnu 1945, avšak vzhledem k množství novelizací českých právních předpisů nebylo přístupné aktuální znění konkrétního předpisu. Veřejnost tak byla odkázána pouze na komerční právní informační systémy (např. Beck-online nebo ASPI), které ovšem byly nezávazné, protože oficiálním a závazným bylo pouze znění obsažené v tištěné sbírce.